# فتاة المليون دولار (فلم)
فتاة المليون دولار (بالإنجليزية: Million Dollar Baby) هو فيلم دراما حاصل على جوائز أكاديمية، أنتج في عام 2004، وهو من إخراج كلينت إيستوود. الفيلم من بطولة كلينت إيستوود، وهيلاري سوانك، ومورغان فريمان. تدور القصة حول مدرب ملاكمة كبير السن غير مقدر يحاول مساعدة فتاة ملاكمة هاوية لتصبح محترفة. ربح الفيلم أربع جوائز أكاديمية، من بينها جائزة الأوسكار لأفضل فيلم وجائزة أفضا ممثلة لهيلاري سوانك وأفضل مخرج لكلينت إيستوود. القصة من تأليف الروائي جيري بويد الملقب بـ "F.X. Toole"، والتي صدرت قبل الفيلم بعنوان Rope Burns. صدر الفيلم في 15 ديسمبر 2004. أما نسخة دي في دي فصدرت في 12 يوليو 2005، ونسخة أسطوانات الفيديو الرقمية فائقة الدقة في العام التالي.
| سبقه سيد الخواتم: عودة الملك | أوسكار - أفضل فيلم 2004 | تبعه تصادم |

## وصلات خارجية
- صفحة الفيلم في موقع IMDb
- مقالات تستعمل روابط فنية بلا صلة مع ويكي بيانات
- US News article: Million Dollar Maybe, A real-life version of Maggie Fitzgerald
- Another possible real-life Maggie Fitzgerald
- Million Dollar Baby at the Sports Movie Database